# He Knows You're Alone
He Knows You’re Alone is een Amerikaanse horrorfilm uit 1980 van Armand Mastroianni. De film vormde het debuut van acteur Tom Hanks.

## Verhaal
Een bruid wordt gestalkt door een seriemoordenaar die enkel bruiden en mensen rondom hen vermoord. Terwijl haar vrienden een voor een werden vermoord, probeert een agent wiens vrouw een aantal jaar geleden door hem werd vermoord hem tegen te houden voor het voor iedereen te laat is. Intussen moet de bruid er zien achter te komen of het haar fantasie is of niet.

## Rolverdeling
| Acteur           | Personage        |
| ---------------- | ---------------- |
| Don Scardino     | Marvin           |
| Caitlin O'Heaney | Amy Jensen       |
| Elizabeth Kemp   | Nancy            |
| Tom Rolfing      | Ray Carlton      |
| Lewis Arlt       | Det. Len Gamble  |
| Patsy Pease      | Joyce            |
| James Rebhorn    | Prof. Carl Mason |
| Tom Hanks        | Elliot           |
| Dana Barron      | Diane            |